# Assou Oubasslam
Assou Oubasslam, (en Tamazight: ⵄⵙⵓ ⵓ ⴱⴰⵙⵍⴰⵎ et Ɛesu U Baslam), né en 1890 et mort en 1960 était un chef de la tribu des Aït Atta, grande figure de la résistance berbère au colonialisme français. De son vrai nom Issa Ou Bouhali N’Ait Baslam, il est élu en 1932 amghar n-ûfillâ ( chef suprême)de la tribu des Aït Atta, ce qui lui confère un large pouvoir social et militaire au sein de la société berbère traditionnelle, l'Azerf (loi coutumière amazighe) étant le système de gouvernance des Aït Atta. Après l’indépendance, il s’insurgea contre la suppression du droit coutumier berbère par les autorités marocaines et continua à l’appliquer dans sa région.

## Origines et jeunesse
La famille Baslam est originaire de la région du Djebel Saghro, au sud-est du Haut Atlas, au sein de la fraction des Ilemchan, branche des Aït Atta. Elle était déjà active dans la résistance contre la colonisation dès le début du XXe siècle. Assou naît en 1890 au douar de Taghrya n'Ilemchan, à une vingtaine de kilomètres au sud-est de Tinghir.
Il succède à son père Bouhali (ou Baali) Baslam comme amghar de sa fraction en 1919. Il se distingue dès sa jeunesse par son courage et son sens des responsabilités. L’écrivain français Henry Bordeaux le décrit comme « un homme au beau visage grave, au corps maigre et musclé, impassible et indifférent d'apparence, mais fier et plein de dignité, et qui imposait la confiance ».
À l’instar de Mouha Ou Hammou Zayani, il devient un chef militaire et reprend le flambeau de la résistance amazighe après la soumission des Zayanes, malgré leur victoire à la bataille d'Elhri en novembre 1914. La prise de Khénifra par les Français en 20 août 1920 provoque un choc symbolique et politique profond parmi les tribus amazighes, qui y voient une humiliation face aux "Iroumine" (chrétiens).

## Résistance
La stratégie coloniale française visait à couper les Aït Atta de tout soutien logistique. Pourtant, Assou Oubasslam parvient à obtenir des armes grâce à des réseaux clandestins hostiles à la France. Dès 1918, une tentative militaire franco-glaouie échoue dans la vallée du Todgha face à la résistance.
Entre fin 1932 et mars 1933, Assou Oubasslam mène plus de trente opérations militaires contre les troupes françaises avec l’aide des moudjahidines tribus alliées:
- Aït Merghad, Aït Hdiddou, Aït Abdi, etc.
- Utilisation des grottes du Saghro pour la guérilla
- Participation active des femmes et des enfants à la défense
- Victoire à Tizi n’Tadart: 18 soldats français tués sous le commandement de son frère Bassou[4]

### Bataille de Bougafer (1933)
Le 13 février 1933, les troupes françaises lancent l’assaut final contre le massif du Bougafer avec 82000 hommes, 44 avions, de l’artillerie lourde, dirigés par les généraux Catroux, Giraud et Huré.
Les combats sont violents. Le 28 février, une journée particulièrement meurtrière est qualifiée de «tragédie» dans les rapports français. Le capitaine Bournazel est tué dans l’offensive.

### Témoignage poétique
Ils avaient l’intention de nous exterminer.
Enfants et femmes n’ont pas été épargnés,
Nombreux sont les villages détruits,
Nous avons perdu tant de cavaliers et de montures.
Ô, si nos ancêtres pouvaient revenir rien qu’un instant
Et voir ceux qui nous ont trahis,
Voler et piller nos terres.
Je m’adresse à ceux qui sont au pouvoir
Soyez maudits à jamais

Nous n’oublierons jamais ce qui s’était passé.
Le malheur nous accable,
Mon cœur souffre, mes frères sont toujours enchaînés
Ceux qui ont échappé à la mort sont emprisonnés.
Mes frères,
Intensifions notre lutte

Pour que nos chaînes se brisent

### Conditions de reddition
Le 24 mars 1933, les négociations débutent. Refusant une capitulation humiliante, Assou Oubasslam déclare:
«Je ne suis pas descendu de la montagne pour me rendre, mais pour discuter d’une paix dans la dignité.»

Ses conditions sont toutes acceptées:
- Amnistie pour tous les résistants

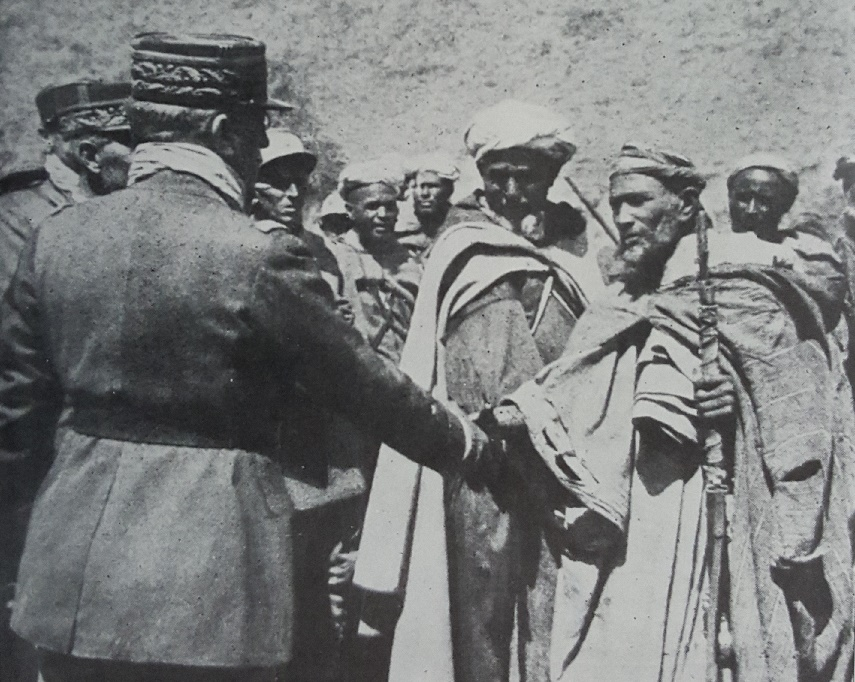
Le Général Huré et Assou Oubassalam concluent la paix le 25 mars 1933

- Maintien à son poste de chef général
- Non-ingérence du Glaoui
- Respect des coutumes tribales et de l’azerf
- Restitution des biens confisqués
- Exonération d’impôts et de corvées
- Protection des femmes Aït Atta[6]

## Relations avec la région d’Azilal
Assou Oubasslam, l’un des chefs de la tribu des Aït Atta dans le Sud-Est marocain au début des années 1930, entretenait des relations étroites avec les habitants et les résistants de la région d’Azilal, en raison de la proximité géographique entre cette dernière et la province de Ouarzazate.
Ces liens s'illustraient notamment par la transhumance estivale des Aït Atta, qui migraient depuis les zones arides de la province de Ouarzazate vers différents points de la région d’Azilal. Assou Oubasslam entretenait également, dès le début de sa vie, des activités commerciales avec les habitants d'Azilal, ce qui renforçait les échanges entre les deux régions.
Sur le plan militaire, une coopération mutuelle existait entre les moudjahidines des deux régions, depuis l’arrivée des forces d’occupation jusqu’à la bataille de Bou Gafer en 1933. Assou Oubasslam joua un rôle majeur dans cette lutte, aux côtés de nombreux chefs issus des tribus des Aït Atta, des Aït Morghad, des Aït Hdidou, ainsi que d'autres tribus ayant établi des liens avec les résistants de la région d’Azilal.

De droite à gauche : Lahaj Basu Al-Ghamam, Assou Oubasslam, Mohadash.

## Après la résistance
Peu après la reddition, les autorités françaises exilent Assou Oubasslam pour insubordination. Libéré par Mohammed V après l’indépendance, il est nommé caïd des Aït Atta en 1956.
En 1957, il est reçu par le roi et reconnu comme héros national. Il reste en fonction jusqu’à sa mort en 1960,.